# Бурцевская (река)
Бурцевская — небольшая река в России, протекает в Ивановской области. Устье реки находится по левому берегу реки Шепелевка, ниже деревни Кнутиха. Исток реки — в заболоченных оврагах около деревни Арефино Лежневского района Ивановской области.
Вдоль русла реки расположены населённые пункты (у истока) Арефино и Паршнево.